# Щукіно (Бісеровське сільське поселення)
Щу́кіно (рос. Щукино) — присілок у складі Афанасьєвського району Кіровської області, Росія. Входить до складу Бісеровського сільського поселення.
Населення становить 16 осіб (2010, 15 у 2002).
Національний склад станом на 2002 рік — росіяни 100 %.